# NGC 7753
NGC 7753 este o interacțiune de galaxii situată în constelația Pegas. A fost descoperită în 12 septembrie 1784 de către William Herschel. Se află la o distanță de 70,21 de megaparseci de Pământ.